# Spergularia fasciculata
Spergularia fasciculata är en nejlikväxtart som beskrevs av Rodolfo Amando Philippi. Spergularia fasciculata ingår i släktet rödnarvar, och familjen nejlikväxter. Inga underarter finns listade i Catalogue of Life.